# Dog Man Star
| 전문가 평가                   | 전문가 평가 |
| 평가 점수                     | 평가 점수   |
| 출처                          | 점수        |
| ----------------------------- | ----------- |
| AllMusic                      | [ 1 ]       |
| Chicago Tribune               | [ 2 ]       |
| Entertainment Weekly          | B           |
| The Guardian                  | [ 4 ]       |
| The Irish Times               | [ 5 ]       |
| NME                           | 9/10        |
| Pitchfork                     | 8.9/10      |
| Q                             | [ 8 ]       |
| The Rolling Stone Album Guide | [ 9 ]       |
| Select                        | 4/5         |

《Dog Man Star》는 1994년 10월 10일, 누드 레코드에서 발매된 영국의 얼터너티브 록 밴드 스웨이드의 두 번째 스튜디오 음반이다. 이 음반은 1994년 초 런던에서 마스터 록 스튜디오에서 녹음되었고 에드 불러가 프로듀싱했다. 이 음반은 기타리스트 버나드 버틀러가 참여한 마지막 스웨이드 음반이었고, 그와 가수 브렛 앤더슨 사이의 긴장이 고조되면서 버틀러는 녹음이 끝나기 전에 밴드를 떠났다. 그 결과, 음반의 일부 트랙은 세션 음악가들의 도움으로 마무리되어야 했다.
데이비드 보위와 더 스미스의 영향을 받은 그들의 데뷔 음반 《Suede》와 대조적으로, 《Dog Man Star》는 더 다양한 미학을 보여주고 더 넓은 범위의 영향으로부터 끌어낸다. 전작과 같은 규모로 판매되지는 않았지만, 영국 음반 차트에서 3위에 올랐고 1994년 11월, 영국 축음기 협회로부터 골드 인증을 받았다. 《롤링 스톤》이 "주요 레이블에 의해 발매된 음반 중 가장 가식적인 음반 중 하나"라고 묘사한 이 음반은 그들의 지금까지의 디스코그래피와는 다른 영국 음악 분위기에서 발매되었다. 주류 음악계와 보조가 맞지 않는 이 곡은 밴드들의 "브릿팝 팩"에서 벗어나는 밴드들을 특징으로 했다.
《Dog Man Star》는 많은 평론가들로부터 걸작으로 칭송받았지만, "청년 팝"을 향한 경향은 차트와 판매 성공이 가려졌다. 그 당시 일반적으로 간과되었고, 미국 비평가들을 양극화시켰고, 일부는 그것을 가식적이라고 표현했다. 이 음반은 시간이 흐르면서 비평가들로부터 더 많은 찬사를 받았다. 2003년 스웨이드와 헤어진 후 《Bloodsports》가 발매되기까지 10년 동안 《Dog Man Star》는 클래식 록 음반으로서 꾸준히 강력한 추종자를 얻었다. 2013년 10월, 《NME》 잡지는 이 음반을 역사상 가장 위대한 음반 500장 중 31위에 올렸다.

## 제목 및 커버 아트
앤더슨은 이 음반의 제목을 시궁창에서 별까지의 자신의 여정을 반영하는 일종의 속기 다윈주의라고 말했다. 팬들은 실험적인 영화 제작자인 스탠 브래키지의 1964년 영화인 도그 스타 맨과 유사성에 주목했다. 앤더슨에 따르면, 이 영화는 제목에 영향을 미치지 않았다. 그는 이 세 단어가 어떤 형태로든 거의 모든 노래에 등장한다고 주장한다. 이 제목은 스웨이드 진화의 자랑스러운 요약으로 의도되었다. "그것은 야망에 대한 기록이 될 예정이었고, 당신은 무엇을 만들 수 있습니까?"
원래의 커버 디자인은 피에르 파올로 파솔리니의 《살로 소돔의 120일》에서 나온 스틸 사진이었다. 결국, 밴드는 앤더슨의 오래된 사진집 중 하나에서 꺼낸 사진에 자리를 잡았고, 침대 위에 벌거벗은 남자가 누워있는 모습이 담겼다. 이 사진은 1972년 《사진의 프런티어》라는 책에서 찍은 것이다. 1971년 미국의 사진작가 조앤 레너드가 찍은 앞면 커버 사진의 제목은 원래 "Sad Dreams on Cold Morning (추운 아침 슬픈 꿈)", 뒷면 사진 제목은 "Lost Dreams (잃어버린 꿈)"이었다. 앤더슨은 "방 침대에 있는 남자의 이미지가 정말 마음에 들었습니다. 음반에 수록된 곡들처럼 꽤 슬프고 성적인 것 같아요."

## 상업적 성과
비록 이 음반은 종종 상업적 실망으로 여겨지지만, 실제 영국 판매량은 여전히 상대적으로 강했다. 1996년 8월까지, 이 음반은 235,000장이 팔렸고, 데뷔의 모든 광고와 언론 노출 없이 275,000장이 팔렸다. 그러나 동시에 미국 판매량은 영국 판매량의 10분의 1에 불과해 23,000장이 이동했다. 닐슨 사운드스캔에 따르면 2008년 9월, 기준으로 36,000장이 팔렸다. 이에 비해 이는 《Suede》 매출의 3분의 1 수준이다. 1994년 11월, 영국 축음기 협회로부터 금으로 인증받았다.

## 곡 목록
모든 곡들은 브렛 앤더슨과 버나드 버틀러에 의해 작사/작곡하였다.
| #   | 제목                     | 재생 시간 |
| --- | ------------------------ | --------- |
| 1.  | 〈Introducing the Band〉 | 2:38      |
| 2.  | 〈We Are the Pigs〉      | 4:19      |
| 3.  | 〈Heroine〉              | 3:22      |
| 4.  | 〈The Wild Ones〉        | 4:50      |
| 5.  | 〈Daddy's Speeding〉     | 5:22      |
| 6.  | 〈The Power〉            | 4:31      |
| 7.  | 〈New Generation〉       | 4:37      |
| 8.  | 〈This Hollywood Life〉  | 3:50      |
| 9.  | 〈The 2 of Us〉          | 5:45      |
| 10. | 〈Black or Blue〉        | 3:48      |
| 11. | 〈The Asphalt World〉    | 9:25      |
| 12. | 〈Still Life〉           | 5:23      |

## 인증
| 국가                       | 인증 | 판매량/출하량 |
| -------------------------- | ---- | ------------- |
| 영국 (BPI)                 | 골드 | 100,000^      |
| ^출하량을 기반으로 한 인증 |      |               |